# Flughafen East London

i7
i11
i13
Der King Phalo Airport, bis zum 23. Februar 2021 Flughafen East London (englisch East London Airport, IATA-Code: ELS, ICAO-Code: FAEL), ist der Flughafen der südafrikanischen Stadt East London. 

## Geschichte
Die Geschichte des Flughafens begann 1927 mit einer Anregung des Offiziers Alistair Miller vor dem Stadtrat East Londons, einen städtischen Flughafen im Vorort Woodbrook westlich des Stadtzentrums zu schaffen. Um 1930 gab es Flugaktivitäten mit zwei Flugzeugen der Serie de Havilland Moth. Der bisherige Standort wurde 1944 aufgegeben und im Stadtteil Collondale, etwas weiter westlicher, ein neuer Flughafen gebaut. Die Errichtung des heutigen Flughafengeländes begann hier 1965 und wurde im Folgejahr abgeschlossen. Die Anlage erhielt nun den Namen Ben Schoeman Airport, nach einem ehemaligen Transportminister der Republik Südafrika. Seit dem Umbau und der Renovierung der Flughafenanlagen im Jahre 1994 trägt der die Bezeichnung East London Airport.
Er wurde im Februar 2021 nach König Phalo umbenannt.

## Basisdaten
Die mit staatlicher Mehrheitsbeteiligung ausgestattete Airports Company South Africa ist mit dessen Bewirtschaftung beauftragt.
Der Flughafen hatte 2018/19 ein Passagieraufkommen von 840.225.

## Fluggesellschaften und Ziele
Vom Flughafen fliegen die Gesellschaften Airlink, CemAir und FlySafair nach Johannesburg–OR Tambo, Kapstadt und Durban.

## Verkehrszahlen
| Jahr    | Fluggastaufkommen | Flugbewegungen |
| ------- | ----------------- | -------------- |
| 2018/19 | 840.225           | 24.892         |
| 2017/18 | 816.154           | 27.046         |
| 2016/17 | 793.832           | 30.043         |
| 2015/16 | 726.049           | 30.007         |
| 2014/15 | 638.012           | 31.798         |
| 2013/14 | 664.684           | 31.165         |
| 2012/13 | 644.520           | 30.501         |

1. ↑  Die Verkehrszahlen gelten für die Geschäftsjahre, diese enden jeweils am 31. März.

## Zwischenfälle
- Am 13. März 1967 stürzte eine Vickers Viscount 818 der South African Airways (Luftfahrzeugkennzeichen ZS-CVA) während des Landeanflugs auf den Flughafen East London bei schlechtem Wetter in den Indischen Ozean. Alle 25 Menschen an Bord starben. Die Ursache konnte nicht geklärt werden (siehe auch South-African-Airways-Flug 406).[5]